# 선롱버스
선롱버스(영어: Sunlong Bus) 또는 상하이 선롱버스(영어: Shanghai Shenlong Bus Co.,Ltd.)는 중화인민공화국의 자동차 메이커이다.
이 회사는 버스를 전문적으로 생산하는 기업으로 연간 10,000대를 생산하는 능력을 가지고 있다.

## 역사
2005년에 홍콩 자본에 의해 중국 상하이에 설립된 민영 버스 제조 기업이다. 2006년부터 중국 이외의 국가에 수출을 시작하였으며, 2011년 기준 중국 버스 수출 5위를 차지하고 있다고 한다.
2012년 9월 선롱버스코리아를 설립하여 중국 자동차 기업으로서는 최초로 대한민국 시장에 진출하였으며, 환경부 인증 문제로 출고가 지연되다가 2013년 4월부터 선롱 두에고를 본격적으로 판매하였으나 잦은 결함 및 부실한 부품 공급으로 인해 2016년 가을에 철수되었다.

## 사진

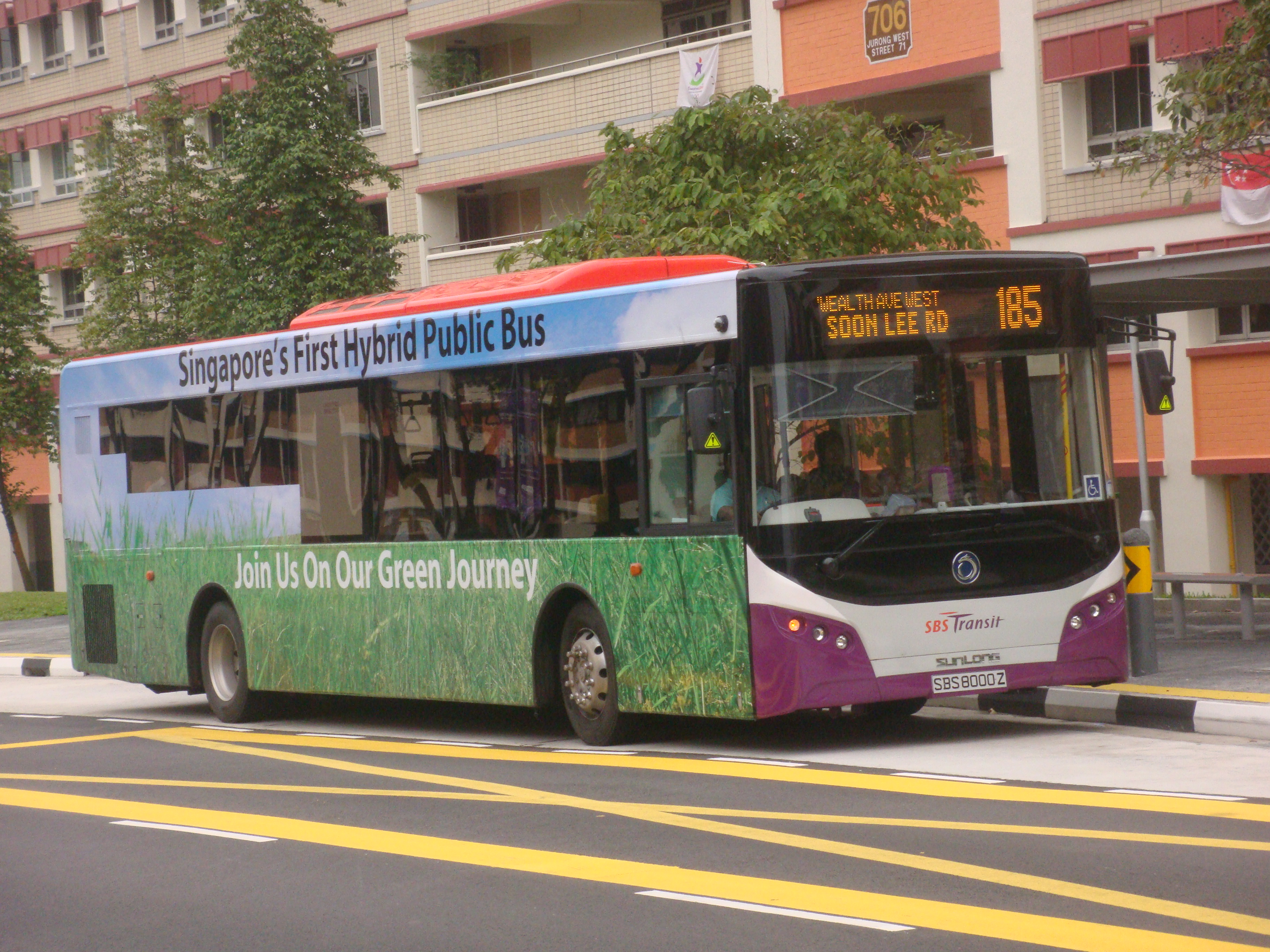
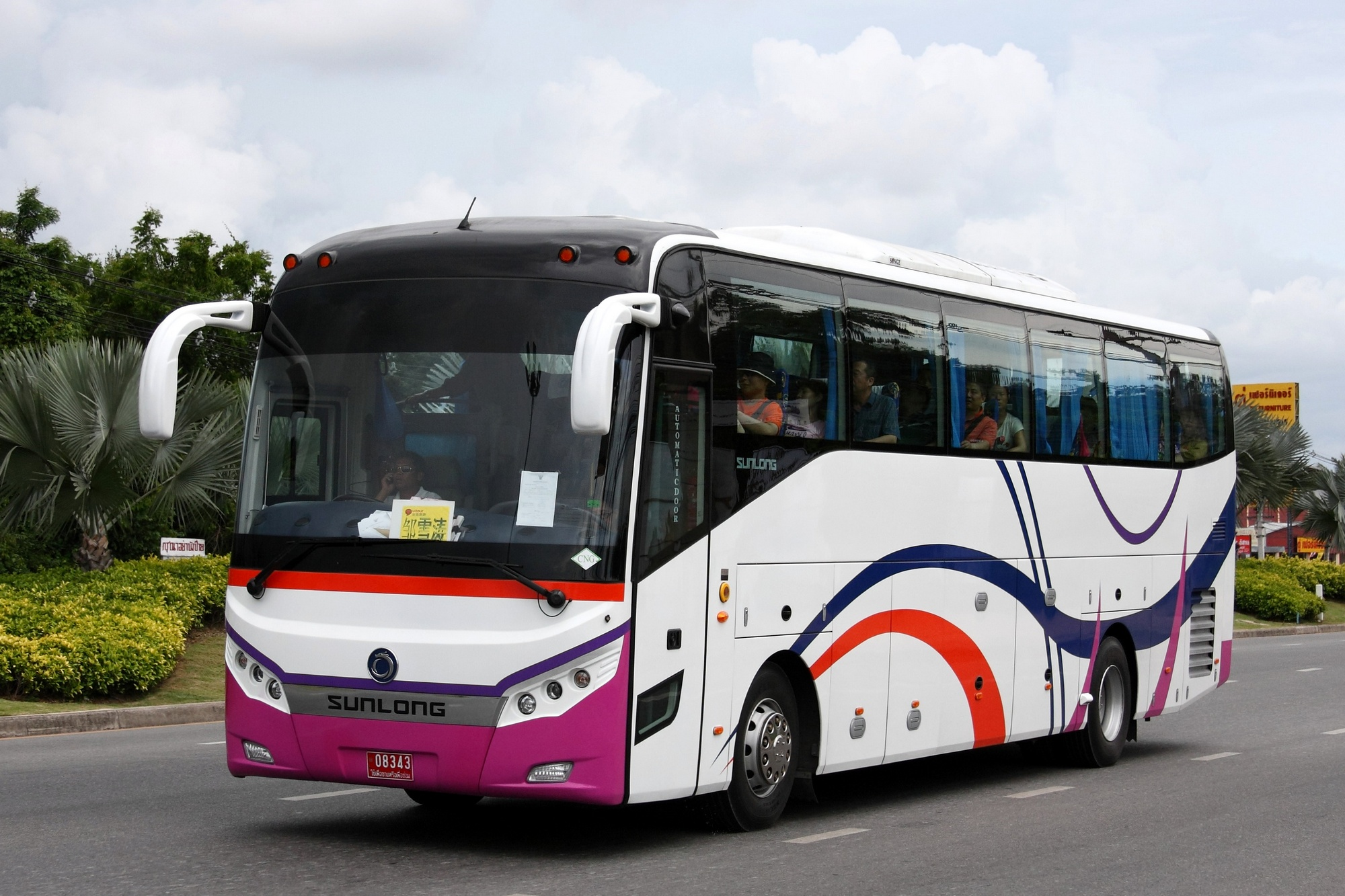
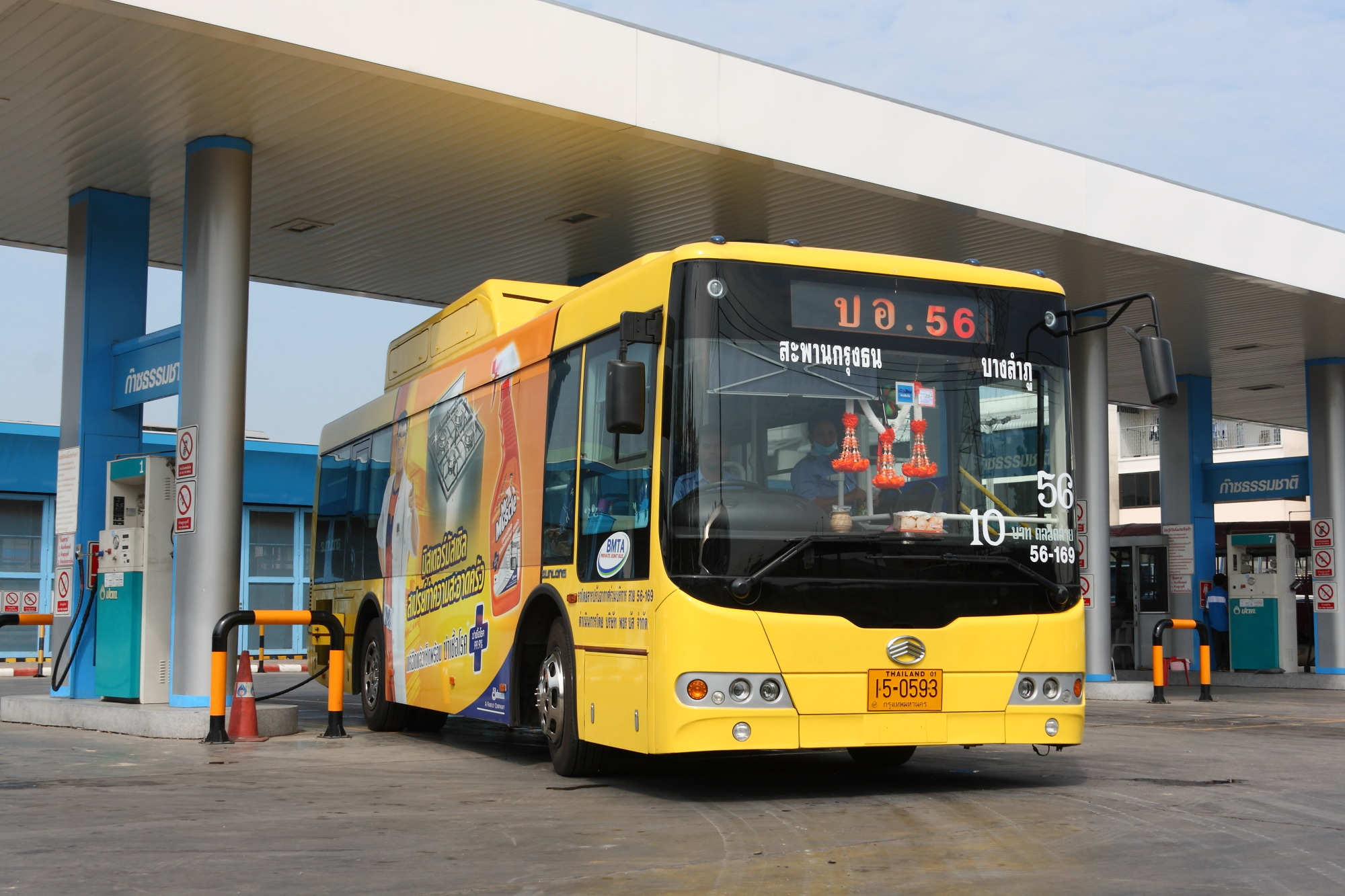

## 생산 차종
| - SLK5180XLJ 모터홈 - SLK5228XLJ 모터홈 - SLK6016 관광버스 - SLK6103 시내버스 - SLK6105 시내버스 - SLK6106 관광버스 - SLK6111 시내버스 - SLK6113 시내버스 - SLK6115 시내버스 - SLK6116 관광버스 - SLK6120 관광버스 - SLK6122 시내버스 - SLK6125 시내버스 - SLK6126 관광버스 - SLK6800XC 학교버스 - SLK6602 중형버스 - SLK6702 중형버스 - SLK6750 중형버스 | - SLK6750XC 학교버스 - SLK6753 시내버스 - SLK6770 중형버스 - SLK6800 시내버스 - SLK6800 학교버스 - SLK6802 관광버스 - SLK6840 관광버스 - SLK6872 학교버스 - SLK6872 관광버스 - SLK6850 관광버스 - SLK6851 시내버스 - SLK6855 시내버스 - SLK6891 시내버스 - SLK6900 관광버스 - SLK6902 관광버스 - SLK6905 시내버스 - SLK6935 시내버스 - SLK6970 시내버스 - SLK6972 관광버스 - SLK6985 관광버스 - SLK6985 시내버스 |